# Francesco Landino
Francesco Landino (Landini) (ur. ok. 1325, zm. 2 września 1397 we Florencji) – włoski niewidomy poeta, kompozytor i organista okresu Trecento (we Francji – Ars nova), działający we Florencji. Prócz muzyki zajmował się również gramatyką, poetyką i filozofią.

## Życiorys
Większość danych biograficznych pochodzi z dzieła o słynnych obywatelach florenckich (1385), spisanego przez kronikarza Filippo Villaniego, który również urodził się około roku 1325.
Landini najprawdopodobniej urodził się we Florencji, choć jego krewny, humanista Cristoforo Landino, podaje jako miejsce jego narodzin miasteczko Fiesole, oddalone 8 km od Florecji. Jego ojciec, Jacopo del Casentino, był znanym malarzem ze szkoły Giotta. Fracesco Landini, niewidomy od dzieciństwa na skutek przebytej ospy, poświęcił się muzyce od wczesnych lat swego życia. Opanował grę na wielu instrumentach, w tym na organach i lutni, a także sztukę śpiewu, pisania poezji i kompozycji. Villani w swojej kronice stwierdził również, że Landini był wynalazcą instrumentów, w tym instrumentu strunowego zwanego syrena syrenarum, który łączy cechy lutni i psalterium, i jest uważany za przodka bandury.

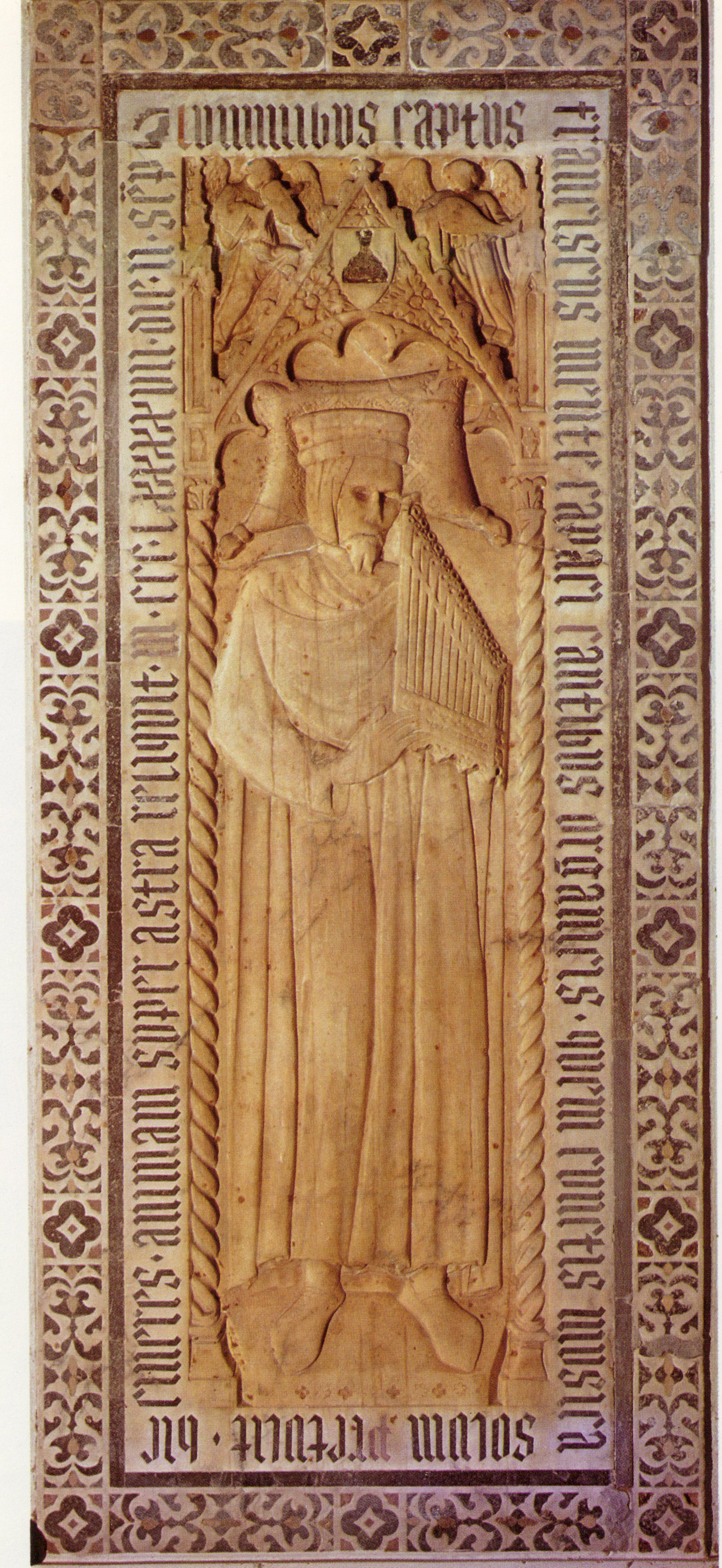
Nagrobek Landiniego, przedstawiający go z portatywem.

Mimo młodego wieku Landini był aktywny już w początkach lat 50. XIV w. i jest prawdopodobne, że przebywał bardzo blisko Petrarki. Według Villaniego Landini otrzymał wieniec laurowy od króla Cypru, który był kilkakrotnie w Wenecji w latach 60. XIV w. Landini prawdopodobnie spędził też jakiś czas w północnych Włoszech przed rokiem 1370. Wskazują na to dowody z jego twórczości: motet, który napisał niejaki „Franciscus”, poświęcony jest Andrei Contariniemu, doży Wenecji w latach 1368-82. Jego dzieła są też dobrze reprezentowane w źródłach północnowłoskich.
W roku 1361 Landini został zatrudniony jako organista we florenckim klasztorze Santa Trinita, a w roku 1365 w kościele San Lorenzo. Według Villaniego był mocno zaangażowany w spory polityczne i religijne swoich czasów, ale wydaje się, że pozostawał w łaskach u władz Florencji. Landini znał wielu kompozytorów włoskiego Trecenta, w tym Lorenzo da Firenze, z którym był związany w Santa Trinita, a także Andreasa de Florentia, z którym miał kontakty w latach 70. XIV w. Około lub wkrótce po roku 1375 Andreas zatrudnił go jako konsultanta przy budowie organów w domu Servite we Florencji. Wśród zachowanych dokumentów są rachunki za zakup wina, zużytego podczas trzech dni strojenia instrumentu. Landini pomógł zbudować nowe organy w SS. Annunziata w roku 1379, zaś w roku 1387 brał udział w kolejnym projekcie budowy organów, tym razem w katedrze we Florencji.
Wielu pisarzy współczesnych Landiniemu potwierdza jego sławę nie tylko jako kompozytora, ale też jako śpiewaka, poety, filozofa, organisty, organmistrza i gorąco oddanego obywatela Florencji. Pisze o nim zwłaszcza Giovanni da Prato w swej księdze Paradiso degli Alberti. Dzieło, napisane w roku 1389, zawiera opowiadania, z których jedno prawdopodobnie pochodzi od samego Landiniego. Jego sława, wynikająca z poruszania publiczność swoją muzyką, była tak wieka, że pisarz zanotował: „Słodycz jego melodii jest taka, że serca wybuchają w piersiach”.
Landini został pochowany w kościele San Lorenzo we Florencji, przy którym pracował do śmierci. Jego nagrobek, zaginiony do XIX wieku, teraz jest ponownie prezentowany w tym kościele i przedstawia Landiniego grającego na portatywie.

## Twórczość
Landini był w muzyce znaczącym przedstawicielem włoskiego stylu Trecento, zwanego czasem „włoskim Ars nova”, czy „protorenesansem”. Jego utwory nawiązują do tradycji włoskich, zauważalne są w nich też wyraźne wpływy francuskie. Melodie w jego utworach są bardziej śpiewne, niż innych kompozytorów Ars nova, używa też stosunkowo dużo ozdobników. Wypracował też indywidualny styl harmoniczny oraz szczególnie chętnie i konsekwentnie wykorzystywał charakterystyczny zwrot melodyczno-harmoniczny, tzw. kadencję landinowską, polegającą na zejściu z finalis na dźwięk prowadzący (VII stopień), zejściu z niego o sekundę w dół na sekstę (VI stopień, tzw. sekstę Landina) i powtórnym osiągnięciu finalis skokiem tercji w górę.
Jego twórczość była niemal wyłącznie świecka. Chociaż istnieją zapisy, że komponował też muzykę sakralną, nic z niej nie przetrwało. Ocalało 89 ballat na dwa głosy, 42 ballaty na trzy głosy, kolejnych dziewięć zachowało się w wersji dwu- i trzygłosowej. Oprócz ballat przetrwało 12 madrygałów, 1 caccia, 1 virelai, 1 motet i fragmenty 3 innych. Przyjmuje się, że Landini napisał do wielu swych utworów własne teksty. Jego twórczość, zachowana najpełniej w Kodeksie Squarcialupi, stanowi prawie jedną czwartą ocalałych kompozycji z XIV-wiecznej muzyki włoskiej. Najbardziej rozpoznawalnym dziś utworem Landiniego jest dwuczęściowa ballata Ecco La Primavera („Wiosna jest tutaj”).
Zbiory dzieł Landiniego znajdują się w następujących rękopisach:
- Kodeks Panciatichiano,
- Kodeks Reina,
- Kodeks Squarcialupi.

Wykonania dzieł Landiniego są dziś integralną częścią programu koncertów i festiwali muzyki średniowiecza. Wśród znanych zespołów muzyki dawnej, wykonujących muzykę Landiniego, są m.in.: Micrologus, Anonymous 4, La Reverdie, Alla Francesca, Hortus Musicus i inne.

### Wydania współczesne
- Transkrypcja dzieł wszystkich Francesco Landiniego pod redakcją L. Ellinwood The Works of Francesco Landini, Cambridge, 1939.
- Wydanie krytyczne L. Schrade Polyphonic music of the fourteenth century, vol IV: the works of Francesco Landini Monaco di Baviera, 1958.